# Корабсельки
Корабсе́льки (фин. Korpiselkä) — деревня Бугровского городского поселения Всеволожского района Ленинградской области.

## Название
В разное время называлась: Корпселькя, Корписельки, Корбосельки, Корпселка, Кориселки, Карпсельки, Корпселки, что является вариациями финского korpiselkä — лесистая гряда.

## История
Впервые упоминается в Писцовой книге Водской пятины 1500 года как: «деревня Большое Корбоселка над Охтою», «деревня Феофилово Корбоселька Боровская», «деревня на Карбосельске Волково Ортемово», «деревня на Карбоселке Тарасьино Мишутино», «деревня на Карбоселке ж Яхново Мишутино», «деревня на Карбоселке ж Мишутино», «деревня Игуменовская на Боровской Корбоселке».
Затем картографическое упоминание — в 1676 году как Корбоселки.
В XVI—XVIII веках деревня являлась центром Корбосельского погоста (до завоевания Ингерманландии шведами в 1614—1617 годах — погоста Ореховского уезда Водской пятины).
В 1600-х годах деревню населяли православные ижоры, но после почти столетнего шведского владычества Ингерманландией этнически население сменилось почти полностью, и к 1800-м годам основное население составляли финны-ингерманландцы, и только один конец деревни компактно населяли ижоры.
Под названием Каропселкя деревня упоминается на «карте окружности Санкт-Петербурга» 1810 года.

КОРИСЕЛКА — деревня принадлежит Лопухиной, княгине, действительной статской советнице, жителей по ревизии 100 м. п., 117 ж. п. (1838 год)

В 1844 году деревня Карпсельки насчитывала 24 двора.
На этнографической карте Санкт-Петербургской губернии П. И. Кёппена 1849 года она обозначена как деревня «Korpselki», расположенная в ареале расселения эвремейсов. В пояснительном тексте к этнографической карте указано количество её жителей на 1848 год: 68 м. п., 96 ж. п. все эвремейсы за исключением 3 человек савакотов; ижоры — 20 м. п., 15 ж. п., всего 199 человек.

КОРЕСЕЛКИ — деревня гр. Левашевой по Выборгскому почтовому тракту 21 версту, а потом по просёлкам, 39 дворов, 103 души м. п. (1856 год)

Согласно «Топографической карте частей Санкт-Петербургской и Выборгской губерний» в 1860 году деревня Кориселки насчитывала 35 дворов.

КОРПСЕЛКИ — деревня владельческая при колодцах; 39 дворов, жителей 103 м. п., 128 ж. п.; (1862 год)

По данным Санкт-Петербургской епархии за 1884 год деревня была «населена чухнами» и называлась Крапчелки, «православных в ней было до 50 душ обоего пола».

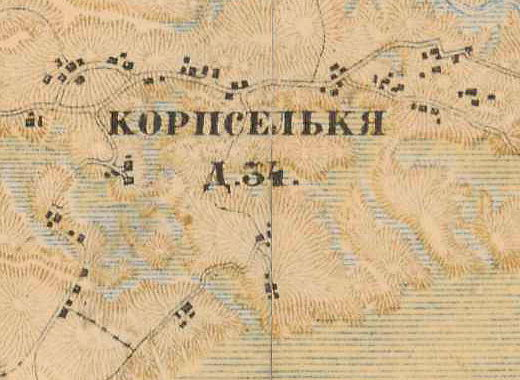
План деревни Корабсельки. 1885 год

В 1885 году, согласно карте окрестностей Петербурга, деревня называлась Корпселькя и насчитывала 34 двора.

КАРАБСЕЛЬКИ — деревня 29 дворов, 75 м. п., 85 ж. п., всего 160 чел., смежна с селением Порошкино.

КАРАБСЕЛЬКИ (КАММОЛА) — деревня Порошкинского сельского общества, 21 двор, 66 м. п., 56 ж. п., всего 122 чел. смежна с деревней Карабсельки же.

ТОВАРИЩЕСТВО АРЕНДАТОРОВ — на земле графа Левашова при селе Карабсельки 3 двора, 7 м. п., 6 ж. п., всего 13 чел. (1896 год)

В конце XIX — начале XX века деревня административно относилась к Осинорощенской волости 3-го стана Санкт-Петербургского уезда Санкт-Петербургской губернии. Население деревни было однородным — финским.

КОРПСЕЛКИ (КОРОБСЕЛЬКИ) — селение Порошкинского сельского общества Осинорощинской волости, число домохозяев — 53, наличных душ — 249; количество надельной земли — 302 дес. 600 саж. (1905 год)

В 1908 году в деревне Карабельки проживали 273 человека из них 15 детей школьного возраста (от 8 до 11 лет).
В 1909 году в деревне было 49 дворов.
В 1914 году в деревне работала земская школа (Карбусельское училище), учителем в которой была Ольга Яковлевна Лебедева.
Согласно переписи населения СССР 1926 года:

КАРАБСЕЛЬКИ — деревня Порошкинского сельсовета Парголовской волости Ленинградского уезда, 78 хозяйств, 354 души.

Из них: русских — 12 хозяйств, 70 душ; ингерманландцев — 65 хозяйств, 283 души; суоми — 1 хозяйство, 1 душа. (1926 год)

По административным данным 1933 года деревня называлась Карабсельки и относилась к Мистоловскому сельсовету Куйвозовского финского национального района.
В 1930-е годы в деревне был организован колхоз «Красная нива». Согласно переписи населения СССР 1939 года:

КОРОБСЕЛЬГИ — деревня Мистоловского сельсовета Парголовского района, 344 чел. (1939 год)

Деревня Корабсельки на карте 1939 года

Согласно топографической карте РККА 1939 года деревня называлась Коробсельки и насчитывала 55 дворов, на южной окраине деревни находилась школа. В 1940 году деревня также насчитывала 55 дворов.
До 1942 года — место компактного проживания ингерманландских финнов.
По данным 1966 и 1973 годов деревня Корабсельки находилась в составе Муринского сельсовета.
С 23 октября 1989 года деревня Корабсельки находилась в составе Бугровского сельсовета.
В 1997 году в деревне Корабсельки Бугровской волости проживали 25 человек, в 2002 году — 59 человек (русские — 73%).
В 2007 году в деревне Корабсельки Бугровского СП — 77 человек.

### Современность
В настоящее время деревня активно застраивается домами петербуржцев, переезжающих жить за город.

## География
Деревня расположена в западной части района на автодороге 41К-075 (Юкки — Кузьмоловский).
Расстояние до административного центра поселения 4 км.
Расстояние до ближайшей железнодорожной платформы Кузьмолово — 4 км.

## Демография
| 1862 | 2007 | 2010 | 2017 |
| ---- | ---- | ---- | ---- |
| 231  | ↘77  | ↗200 | ↗227 |

Национальный состав
Согласно данным Всероссийской переписи населения 2021 года в деревне проживали 170 человек, из них:
 русские — 139, гагаузы — 5, армяне — 2, украинцы — 2, белорусы — 1 человек, остальные национальность не указали.

## Фото

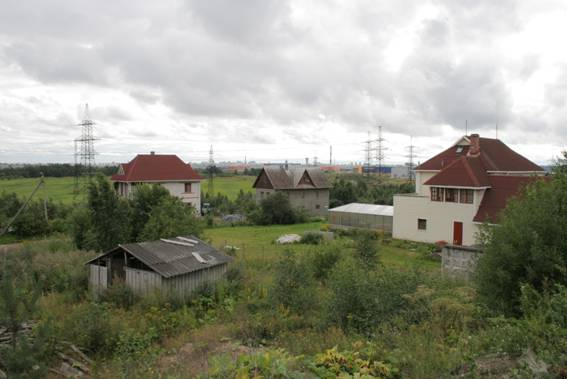
Деревня Корабсельки. 2008 год

## Улицы
1-й Верхний проезд, Безымянная, Верхний проезд, Восточная, Карагандинская, Нагорная, Нижний проезд, Новая, Приозерское шоссе, Северный тупик, Центральная, Южная.